# Зернь

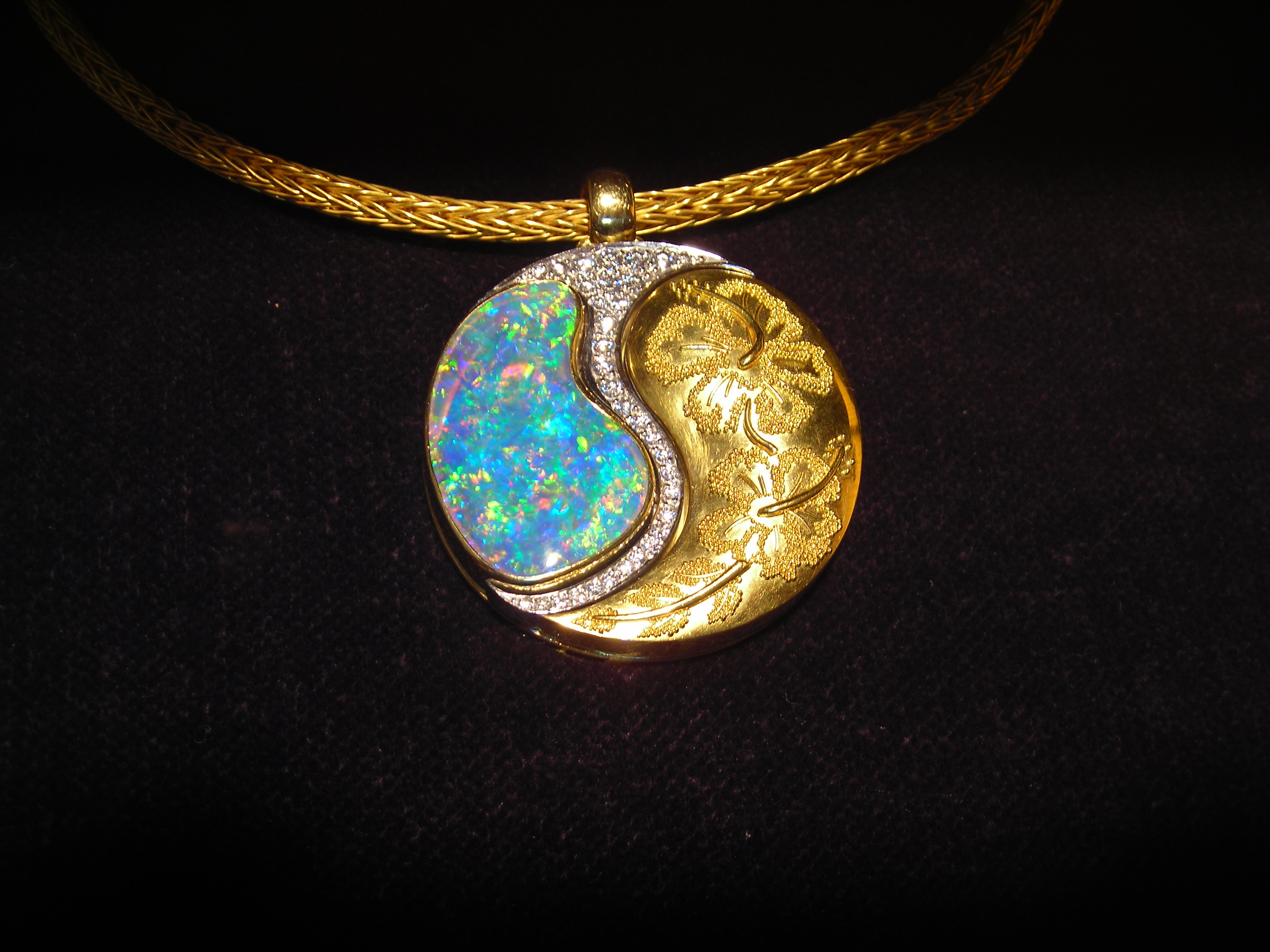
Зернь представлена в правой части изделия

Зернь — мелкие золотые, платиновые или серебряные украшения в форме шариков диаметром от 0,4 см, которые напаиваются в ювелирных изделиях на орнамент из скани. Зернь создаёт эффектную фактуру, игру свето-тени. Эта техника стала использоваться в Древней Руси с IX—X веков, обычно вместе с эмалью. Этруски применяли её с VII века до нашей эры. Также добавлялись драгоценные камни.